# Liste des monuments historiques de l'arrondissement de Périgueux

Localisation de l'arrondissement de Périgueux en Dordogne en 2017.

Cet article recense les monuments historiques de l'arrondissement de Périgueux, dans le département de la Dordogne, en France.

## Statistiques
Au 31 décembre 2016, l'arrondissement de Périgueux, au centre et à l'ouest du département de la Dordogne, concentre 195 édifices protégés au titre des monuments historiques (22 % du total du département), dont 44 pour la seule commune de Périgueux.
Un même monument historique, le domaine du château de Clauzuroux s'étend sur les trois communes de Champagne-et-Fontaine, La Chapelle-Grésignac et Cherval.

## Liste
La liste suivante recense les monuments historiques, classés par ordre alphabétique des communes, c'est-à-dire sans tenir compte de l'éventuel article « Le, La, Les ou L' » : toutes les communes commençant par « La Chapelle » sont donc classées dans les « C ». Elle précise entre parenthèses les communes nouvelles de 2016 et 2017, et intègre les modifications de limites d'arrondissements de 2017.
Les communes ayant au moins vingt monuments historiques font l'objet d'une liste séparée :
- liste des monuments historiques de Périgueux.

- Haut – A
- B
- C
- D
- E
- F
- G
- H
- I
- J
- K
- L
- M
- N
- O
- P
- Q
- R
- S
- T
- U
- V
- W
- X
- Y
- Z

| Monument | Commune                                             | Adresse                                           | Coordonnées                                       | Notice                                            | Protection                                        | Date                                              | Illustration |
| --- | --------------------------------------------------- | ------------------------------------------------- | ------------------------------------------------- | ------------------------------------------------- | ------------------------------------------------- | ------------------------------------------------- | --- |
| Église Saint-Martin | Agonac                                              |                                                   | 45° 17′ 15″ nord, 0° 44′ 46″ est                  | « PA00082313 »                                    | Classement                                        | 1900                                              | Église Saint-Martin |
| Église Saint-Pierre-aux-Liens | Allemans                                            |                                                   | 45° 17′ 16″ nord, 0° 18′ 34″ est                  | « PA00082318 »                                    | Inscription                                       | 1926                                              | Église Saint-Pierre-aux-Liens |
| Château de Trigonant | Antonne-et-Trigonant                                | R.N. 21                                           | 45° 12′ 29″ nord, 0° 49′ 00″ est                  | « PA00082320 »                                    | Inscription                                       | 1948                                              | Château de Trigonant |
| Château des Bories | Antonne-et-Trigonant                                |                                                   | 45° 13′ 08″ nord, 0° 50′ 38″ est                  | « PA00082319 »                                    | Classement                                        | 1974                                              | Château des Bories |
| Lanterne des morts d'Atur | Atur (Boulazac Isle Manoire)                        |                                                   | 45° 08′ 23″ nord, 0° 45′ 05″ est                  | « PA00082323 »                                    | Classement                                        | 1932                                              | Lanterne des morts d'Atur |
| Église Notre-Dame-de-l'Assomption | Atur (Boulazac Isle Manoire)                        |                                                   | 45° 08′ 26″ nord, 0° 44′ 54″ est                  | « PA00082322 »                                    | Inscription                                       | 1947                                              | Église Notre-Dame-de-l'Assomption |
| Château de Rognac | Bassillac (Bassillac et Auberoche)                  |                                                   | 45° 11′ 55″ nord, 0° 49′ 16″ est                  | « PA00082337 »                                    | Inscription                                       | 1945                                              | Château de Rognac |
| Église Notre-Dame-de-la-Nativité (chœur)                                                                                                  | Beaupouyet                                          |                                                   | 44° 59′ 50″ nord, 0° 16′ 23″ est                  | « PA00082356 »                                    | Inscription                                       | 1948                                              | Église Notre-Dame-de-la-Nativité (chœur)                                                                                                  |
| Dolmen de la Pierre Levée | Beauregard-et-Bassac                                |                                                   | 44° 59′ 25″ nord, 0° 37′ 58″ est                  | « PA00082357 »                                    | Classement                                        | 1940                                              | Dolmen de la Pierre Levée |
| Église Notre-Dame de la Nativité | Beauronne                                           |                                                   | 45° 05′ 42″ nord, 0° 22′ 53″ est                  | « PA00082358 »                                    | Inscription                                       | 1926                                              | Église Notre-Dame de la Nativité |
| Château du Lieu-Dieu | Boulazac (Boulazac Isle Manoire)                    |                                                   | 45° 09′ 46″ nord, 0° 46′ 26″ est                  | « PA00082389 »                                    | Inscription                                       | 1959                                              | Château du Lieu-Dieu |
| Église Sainte-Marie | Bourg-des-Maisons                                   |                                                   | 45° 20′ 19″ nord, 0° 26′ 07″ est                  | « PA00082397 »                                    | Classement                                        | 1913                                              | Église Sainte-Marie |
| Église Notre-Dame-de-l'Assomption | Bourg-du-Bost                                       |                                                   | 45° 16′ 21″ nord, 0° 15′ 27″ est                  | « PA00082398 »                                    | Inscription                                       | 1947                                              | Église Notre-Dame-de-l'Assomption |
| Église Saint-Pierre-ès-Liens | Bouteilles-Saint-Sébastien                          |                                                   | 45° 20′ 42″ nord, 0° 18′ 16″ est                  | « PA00082401 »                                    | Inscription                                       | 1948                                              | Église Saint-Pierre-ès-Liens |
| Château de la Pommerie | Cendrieux (Val de Louyre et Caudeau)                |                                                   | 44° 58′ 28″ nord, 0° 50′ 13″ est                  | « PA24000035 »                                    | Inscription                                       | 2002                                              | Château de la Pommerie |
| Église Saint-Jean-Baptiste | Cendrieux (Val de Louyre et Caudeau)                |                                                   | 44° 59′ 45″ nord, 0° 49′ 28″ est                  | « PA00082458 »                                    | Inscription                                       | 1925                                              | Église Saint-Jean-Baptiste |
| Église Saint-Cybard | Cercles (La Tour-Blanche-Cercles)                   |                                                   | 45° 21′ 48″ nord, 0° 27′ 41″ est                  | « PA00082459 »                                    | Classement                                        | 1840                                              | Église Saint-Cybard |
| Église Saint-Jean Baptiste de Fontaine | Champagne-et-Fontaine                               |                                                   | 45° 26′ 17″ nord, 0° 21′ 00″ est                  | « PA00082465 »                                    | Inscription                                       | 1948                                              | Église Saint-Jean Baptiste de Fontaine |
| Église Saint-Martin de Champagne | Champagne-et-Fontaine                               |                                                   | 45° 25′ 20″ nord, 0° 18′ 59″ est                  | « PA00082464 »                                    | Inscription                                       | 1947                                              | Église Saint-Martin de Champagne |
| Domaine du château de Clauzuroux (ou château du Clauzurou) (également sur les communes de La Chapelle-Grésignac et Cherval)               | Champagne-et-Fontaine                               |                                                   | 45° 24′ 35″ nord, 0° 21′ 21″ est                  | « PA00082463 »                                    | Inscription Inscription                           | 1947 2002                                         | Domaine du château de Clauzuroux (ou château du Clauzurou)(également sur les communes de La Chapelle-Grésignac et Cherval)                |
| Château de Borie-Petit | Champcevinel                                        |                                                   | 45° 12′ 49″ nord, 0° 42′ 47″ est                  | « PA00082466 »                                    | Inscription                                       | 1974                                              | Château de Borie-Petit |
| Chapelle Saint-Jean | Chancelade                                          |                                                   | 45° 12′ 25″ nord, 0° 39′ 58″ est                  | « PA00082472 »                                    | Classement                                        | 1912                                              | Chapelle Saint-Jean |
| Abri de Raymonden I et parcelles de terrain                                                                                               | Chancelade                                          |                                                   | 45° 12′ 39″ nord, 0° 40′ 24″ est                  | « PA00082471 »                                    | Classement                                        | 1926                                              | Abri de Raymonden I et parcelles de terrain                                                                                               |
| Ancienne abbaye Notre-Dame | Chancelade                                          |                                                   | 45° 12′ 26″ nord, 0° 40′ 01″ est                  | « PA00082470 »                                    | Inscription Classement                            | 1959 1909                                         | Ancienne abbaye Notre-Dame |
| Château de la Sandre | Le Change (Bassillac et Auberoche)                  |                                                   | 45° 11′ 41″ nord, 0° 53′ 36″ est                  | « PA00082475 »                                    | Inscription                                       | 1965                                              | Château de la Sandre |
| Château de la Faurie | Le Change (Bassillac et Auberoche)                  |                                                   | 45° 11′ 42″ nord, 0° 53′ 33″ est                  | « PA00082474 »                                    | Inscription                                       | 1948                                              | Château de la Faurie |
| Chapelle Saint-Michel d'Auberoche | Le Change (Bassillac et Auberoche)                  |                                                   | 45° 12′ 32″ nord, 0° 53′ 48″ est                  | « PA00082473 »                                    | Classement                                        | 1960                                              | Chapelle Saint-Michel d'Auberoche |
| Église Saint-Pierre-ès-liens | Chantérac                                           |                                                   | 45° 10′ 21″ nord, 0° 26′ 46″ est                  | « PA00082477 »                                    | Classement                                        | 1914                                              | Église Saint-Pierre-ès-liens |
| Château de Chantérac | Chantérac                                           |                                                   | 45° 10′ 55″ nord, 0° 25′ 56″ est                  | « PA00082476 »                                    | Inscription                                       | 1959                                              | Image manquante Téléverser |
| Château de Chapdeuil | Chapdeuil                                           |                                                   | 45° 20′ 34″ nord, 0° 28′ 31″ est                  | « PA00082478 »                                    | Inscription                                       | 1988                                              | Château de Chapdeuil |
| Église Saint-Michel de La Chapelle-Gonaguet                                                                                               | La Chapelle-Gonaguet                                |                                                   | 45° 13′ 50″ nord, 0° 36′ 45″ est                  | « PA24000098 »                                    | Inscription                                       | 2020                                              | Église Saint-Michel de La Chapelle-Gonaguet                                                                                               |
| Domaine du prieuré de Merlande | La Chapelle-Gonaguet                                |                                                   | 45° 14′ 26″ nord, 0° 38′ 07″ est                  | « PA00082483 »                                    | Inscription Classement                            | 2008 1892                                         | Domaine du prieuré de Merlande |
| Domaine du château de Clauzuroux (ou château du Clauzurou) (également sur les communes de Champagne-et-Fontaine et Cherval)               | La Chapelle-Grésignac                               |                                                   | 45° 24′ 31″ nord, 0° 21′ 19″ est                  | « PA24000038 »                                    | Inscription                                       | 2002                                              | Domaine du château de Clauzuroux (ou château du Clauzurou) (également sur les communes de Champagne-et-Fontaine et Cherval)               |
| Église Saint-Jean-Baptiste de Preyssac-d'Agonac                                                                                           | Château-l'Évêque                                    |                                                   | 45° 15′ 38″ nord, 0° 42′ 15″ est                  | « PA00082485 »                                    | Classement                                        | 2003                                              | Église Saint-Jean-Baptiste de Preyssac-d'Agonac                                                                                           |
| Château de Château-l'Évêque | Château-l'Évêque                                    |                                                   | 45° 14′ 46″ nord, 0° 41′ 04″ est                  | « PA00082484 »                                    | Inscription                                       | 1938                                              | Château de Château-l'Évêque |
| Église Saint-Pierre-et-Saint-Paul | Chenaud (Parcoul-Chenaud)                           |                                                   | 45° 13′ 07″ nord, 0° 06′ 15″ est                  | « PA00082487 »                                    | Inscription                                       | 1948                                              | Église Saint-Pierre-et-Saint-Paul |
| Domaine du château de Clauzuroux (ou château du Clauzurou) (également sur les communes de Champagne-et-Fontaine et La Chapelle-Grésignac) | Cherval                                             |                                                   | 45° 24′ 33″ nord, 0° 21′ 25″ est                  | « PA24000039 »                                    | Inscription                                       | 2002                                              | Domaine du château de Clauzuroux (ou château du Clauzurou) (également sur les communes de Champagne-et-Fontaine et La Chapelle-Grésignac) |
| Église Saint-Martin | Cherval                                             |                                                   | 45° 23′ 42″ nord, 0° 22′ 29″ est                  | « PA00082488 »                                    | Classement                                        | 1913                                              | Église Saint-Martin |
| Église Saint-Jean-Baptiste de Comberanche                                                                                                 | Comberanche-et-Épeluche                             |                                                   | 45° 16′ 31″ nord, 0° 16′ 44″ est                  | « PA00082493 »                                    | Inscription                                       | 1981                                              | Église Saint-Jean-Baptiste de Comberanche                                                                                                 |
| Maladrerie ou Maison des Anglais | Coulounieix-Chamiers                                |                                                   | 45° 10′ 28″ nord, 0° 43′ 12″ est                  | « PA00082507 »                                    | Classement                                        | 1907                                              | Maladrerie ou Maison des Anglais |
| Château de la Rolphie | Coulounieix-Chamiers                                |                                                   | 45° 09′ 10″ nord, 0° 39′ 37″ est                  | « PA00082506 »                                    | Inscription                                       | 1947                                              | Château de la Rolphie |
| Château de la Jarthe | Coursac                                             |                                                   | 45° 07′ 42″ nord, 0° 37′ 34″ est                  | « PA00082508 »                                    | Inscription                                       | 1948                                              | Image manquante Téléverser |
| Église Saint-Saturnin | Coutures                                            |                                                   | 45° 19′ 51″ nord, 0° 23′ 34″ est                  | « PA00082509 »                                    | Inscription                                       | 1947                                              | Église Saint-Saturnin |
| Église Saint-Pierre-ès-Liens | La Douze                                            |                                                   | 45° 03′ 47″ nord, 0° 52′ 01″ est                  | « PA00082596 »                                    | Inscription                                       | 1927                                              | Église Saint-Pierre-ès-Liens |
| Château de Mauriac | Douzillac                                           |                                                   | 45° 05′ 20″ nord, 0° 25′ 56″ est                  | « PA00082523 »                                    | Inscription                                       | 1948 2016                                         | Château de Mauriac |
| Domaine du Parcot | Échourgnac                                          |                                                   | 45° 07′ 53″ nord, 0° 15′ 50″ est                  | « PA00083098 »                                    | Inscription                                       | 1992                                              | Domaine du Parcot |
| Château d'Escoire | Escoire                                             |                                                   | 45° 12′ 23″ nord, 0° 50′ 47″ est                  | « PA00082525 »                                    | Inscription                                       | 1954                                              | Château d'Escoire |
| Église Saint-Martin | Eyliac (Bassillac et Auberoche)                     |                                                   | 45° 09′ 40″ nord, 0° 51′ 18″ est                  | « PA00082529 »                                    | Inscription                                       | 1948                                              | Église Saint-Martin |
| Église Saint-Martin | Festalemps (Saint Privat en Périgord)               |                                                   | 45° 13′ 37″ nord, 0° 14′ 28″ est                  | « PA00082558 »                                    | Inscription                                       | 1947                                              | Église Saint-Martin |
| Château de la Vassaldie | Gout-Rossignol                                      |                                                   | 45° 25′ 30″ nord, 0° 23′ 30″ est                  | « PA00083099 »                                    | Inscription                                       | 1992                                              | Château de la Vassaldie |
| Église Saint-Pierre-ès-Liens de Rossignol et la croix située à son chevet                                                                 | Gout-Rossignol                                      |                                                   | 45° 24′ 52″ nord, 0° 25′ 37″ est                  | « PA24000077 »                                    | Inscription                                       | 2011                                              | Église Saint-Pierre-ès-Liens de Rossignolet la croix située à son chevet                                                                  |
| Château de Montardy | Grand-Brassac                                       |                                                   | 45° 17′ 30″ nord, 0° 26′ 33″ est                  | « PA24000032 »                                    | Inscription                                       | 2001                                              | Château de Montardy |
| Grotte de Rochereil (ou Rochereuil) | Grand-Brassac                                       |                                                   | 45° 18′ 08″ nord, 0° 32′ 11″ est                  | « PA00082569 »                                    | Classement                                        | 1952                                              | Grotte de Rochereil (ou Rochereuil) |
| Église Saint-Pierre-et-Saint-Paul | Grand-Brassac                                       |                                                   | 45° 17′ 38″ nord, 0° 28′ 42″ est                  | « PA00082568 »                                    | Classement                                        | 1885                                              | Église Saint-Pierre-et-Saint-Paul |
| Église Saint-Front | Grignols                                            |                                                   | 45° 05′ 12″ nord, 0° 32′ 49″ est                  | « PA00082572 »                                    | Inscription                                       | 1948                                              | Église Saint-Front |
| Château de Grignols | Grignols                                            |                                                   | 45° 04′ 53″ nord, 0° 32′ 36″ est                  | « PA00082571 »                                    | Inscription                                       | 1928                                              | Château de Grignols |
| Tour Saint-Jacques | Issac                                               |                                                   | 45° 00′ 55″ nord, 0° 27′ 01″ est                  | « PA00082580 »                                    | Inscription                                       | 1987                                              | Tour Saint-Jacques |
| Maison Chastenet | Issac                                               |                                                   | 45° 00′ 54″ nord, 0° 26′ 56″ est                  | « PA00082579 »                                    | Inscription                                       | 1987                                              | Maison Chastenet |
| Château de Montréal | Issac                                               |                                                   | 45° 00′ 42″ nord, 0° 25′ 52″ est                  | « PA00082578 »                                    | Inscription Classement                            | 1948 1991                                         | Château de Montréal |
| Église Saint-Firmin | Jaure                                               |                                                   | 45° 03′ 23″ nord, 0° 33′ 15″ est                  | « PA00082585 »                                    | Inscription                                       | 1984                                              | Église Saint-Firmin |
| Ancien prieuré de Tresséroux | Les Lèches                                          |                                                   | 44° 58′ 39″ nord, 0° 24′ 03″ est                  | « PA00082610 »                                    | Classement                                        | 1982                                              | Ancien prieuré de Tresséroux |
| Ancienne abbaye Notre-Dame de Ligueux | Ligueux (Sorges et Ligueux en Périgord)             |                                                   | 45° 18′ 37″ nord, 0° 49′ 10″ est                  | « PA00082613 »                                    | Inscription                                       | 1951                                              | Ancienne abbaye Notre-Dame de Ligueux |
| Église Saint-Martin | Lisle                                               | Grand-Rue                                         | 45° 16′ 45″ nord, 0° 32′ 52″ est                  | « PA00082620 »                                    | Classement                                        | 2005                                              | Église Saint-Martin |
| Château-Haut | Lisle                                               |                                                   | 45° 16′ 47″ nord, 0° 32′ 52″ est                  | « PA00082619 »                                    | Inscription                                       | 1942                                              | Château-Haut |
| Église Saint-Eutrope | Lusignac                                            |                                                   | 45° 19′ 40″ nord, 0° 18′ 45″ est                  | « PA00082622 »                                    | Inscription                                       | 1947                                              | Église Saint-Eutrope |
| Château de Leyzarnie | Manzac-sur-Vern                                     |                                                   | 45° 05′ 13″ nord, 0° 35′ 49″ est                  | « PA24000067 »                                    | Inscription                                       | 2008                                              | Château de Leyzarnie |
| Église Saint-Saturnin | Marsac-sur-l'Isle                                   |                                                   | 45° 11′ 09″ nord, 0° 39′ 45″ est                  | « PA00082635 »                                    | Inscription                                       | 1926                                              | Église Saint-Saturnin |
| Église Sainte-Madeleine | Montagrier                                          |                                                   | 45° 16′ 01″ nord, 0° 28′ 47″ est                  | « PA00082685 »                                    | Classement                                        | 1912                                              | Église Sainte-Madeleine |
| Chartreuse de Vauclaire | Montpon-Ménestérol                                  | Vauclaire                                         | 45° 01′ 59″ nord, 0° 11′ 05″ est                  | « PA24000087 »                                    | Inscription                                       | 2014                                              | Chartreuse de Vauclaire |
| Église Notre-Dame de l'Assomption de Ménestérol                                                                                           | Montpon-Ménestérol                                  |                                                   | 45° 01′ 02″ nord, 0° 09′ 15″ est                  | « PA00082705 »                                    | Inscription                                       | 1926                                              | Église Notre-Dame de l'Assomption de Ménestérol                                                                                           |
| Église Saint-Pierre-ès-Liens | Montrem                                             |                                                   | 45° 08′ 04″ nord, 0° 35′ 24″ est                  | « PA00082706 »                                    | Inscription                                       | 1948                                              | Église Saint-Pierre-ès-Liens |
| Église Saint-Jacques | Nanteuil-Auriac-de-Bourzac                          |                                                   | 45° 23′ 04″ nord, 0° 17′ 28″ est                  | « PA00082709 »                                    | Inscription                                       | 1948                                              | Église Saint-Jacques |
| Château de Neuvic | Neuvic                                              |                                                   | 45° 06′ 12″ nord, 0° 28′ 31″ est                  | « PA00082712 »                                    | Inscription Classement                            | 1927 1952                                         | Château de Neuvic |
| Église Saint-Martin | Parcoul (Parcoul-Chenaud)                           |                                                   | 45° 12′ 20″ nord, 0° 01′ 59″ est                  | « PA00082716 »                                    | Inscription                                       | 1979                                              | Église Saint-Martin |
| Maison La Recette | Paunat                                              |                                                   | 44° 54′ 22″ nord, 0° 51′ 30″ est                  | « PA24000023 »                                    | Inscription                                       | 1998                                              | Maison La Recette |
| Église Saint-Martial et abords | Paunat                                              |                                                   | 44° 54′ 18″ nord, 0° 51′ 32″ est                  | « PA00082719 »                                    | Inscription Classement                            | 1959 1956                                         | Église Saint-Martial et abords |
| Église Saint-Timothée | Paussac-et-Saint-Vivien                             |                                                   | 45° 20′ 49″ nord, 0° 32′ 18″ est                  | « PA00082722 »                                    | Classement                                        | 1902                                              | Église Saint-Timothée |
| Dolmen de Peyrelevade | Paussac-et-Saint-Vivien                             |                                                   | 45° 19′ 50″ nord, 0° 31′ 50″ est                  | « PA00082721 »                                    | Inscription                                       | 1960                                              | Dolmen de Peyrelevade |
| Peyre d'Ermale | Paussac-et-Saint-Vivien                             |                                                   | 45° 20′ 35″ nord, 0° 31′ 42″ est                  | « PA00082720 »                                    | Inscription                                       | 1960                                              | Peyre d'Ermale |
| | Périgueux                                           | Voir liste des monuments historiques de Périgueux | Voir liste des monuments historiques de Périgueux | Voir liste des monuments historiques de Périgueux | Voir liste des monuments historiques de Périgueux | Voir liste des monuments historiques de Périgueux | Voir liste des monuments historiques de Périgueux                                                                                         |
| Église Saint-Denis | Ponteyraud (La Jemaye-Ponteyraud)                   |                                                   | 45° 11′ 35″ nord, 0° 14′ 34″ est                  | « PA00082769 »                                    | Inscription                                       | 1926                                              | Église Saint-Denis |
| Église Notre-Dame de la Paix | Ribérac                                             | rue de la Nouvelle-Église                         | 45° 14′ 55″ nord, 0° 20′ 29″ est                  | « PA24000026 »                                    | Inscription                                       | 2000                                              | Église Notre-Dame de la Paix |
| Ancienne église Notre-Dame | Ribérac                                             |                                                   | 45° 14′ 50″ nord, 0° 20′ 34″ est                  | « PA00082781 »                                    | Inscription                                       | 1975                                              | Ancienne église Notre-Dame |
| Église Saint-Pierre de Faye | Ribérac                                             |                                                   | 45° 15′ 10″ nord, 0° 19′ 15″ est                  | « PA00082780 »                                    | Inscription                                       | 1946                                              | Église Saint-Pierre de Faye |
| Église de Saint-Michel-de-Rivière | La Roche-Chalais                                    |                                                   | 45° 08′ 00″ nord, 0° 01′ 16″ ouest                | « PA00082782 »                                    | Inscription                                       | 1925                                              | Église de Saint-Michel-de-Rivière |
| Église Saint-André | Saint-André-de-Double                               |                                                   | 45° 08′ 47″ nord, 0° 19′ 08″ est                  | « PA00082799 »                                    | Inscription                                       | 1983                                              | Église Saint-André |
| Domaine du château de Cumond | Saint-Antoine-Cumond (Saint Privat en Périgord)     |                                                   | 45° 14′ 04″ nord, 0° 13′ 23″ est                  | « PA24000047 »                                    | Inscription                                       | 2005                                              | Domaine du château de Cumond |
| Église Saint-Pierre-ès-Liens de Cumond | Saint-Antoine-Cumond (Saint Privat en Périgord)     |                                                   | 45° 14′ 04″ nord, 0° 13′ 26″ est                  | « PA00082800 »                                    | Classement                                        | 1914                                              | Église Saint-Pierre-ès-Liens de Cumond |
| Église Saint-Eutrope | Saint-Aquilin                                       |                                                   | 45° 11′ 08″ nord, 0° 29′ 33″ est                  | « PA24000060 »                                    | Inscription                                       | 2007                                              | Église Saint-Eutrope |
| Dolmen de Peyrebrune | Saint-Aquilin                                       |                                                   | 45° 11′ 43″ nord, 0° 27′ 26″ est                  | « PA00082801 »                                    | Classement                                        | 1889                                              | Dolmen de Peyrebrune |
| Chartreuse de Fareyroux | Saint-Astier                                        |                                                   | 45° 10′ 28″ nord, 0° 32′ 47″ est                  | « PA24000069 »                                    | Inscription                                       | 2008                                              | Chartreuse de Fareyroux |
| Chapelle des Bois | Saint-Astier                                        |                                                   | 45° 09′ 24″ nord, 0° 30′ 42″ est                  | « PA24000061 »                                    | Inscription                                       | 2007                                              | Chapelle des Bois |
| Maison à tourelle | Saint-Astier                                        | passage du Marché                                 | 45° 08′ 44″ nord, 0° 31′ 45″ est                  | « PA00082806 »                                    | Inscription                                       | 1948                                              | Maison à tourelle |
| Maison à tourelle | Saint-Astier                                        |                                                   | 45° 08′ 45″ nord, 0° 31′ 46″ est                  | « PA00082805 »                                    | Inscription                                       | 1948                                              | Maison à tourelle |
| Église Saint-Astier | Saint-Astier                                        |                                                   | 45° 08′ 46″ nord, 0° 31′ 47″ est                  | « PA00082804 »                                    | Classement                                        | 1910                                              | Église Saint-Astier |
| Château de Puyferrat | Saint-Astier                                        |                                                   | 45° 08′ 56″ nord, 0° 30′ 24″ est                  | « PA00082803 »                                    | Classement                                        | 1862                                              | Château de Puyferrat |
| Château du Puy-Saint-Astier, ou de Puy-Saint-Astier                                                                                       | Saint-Astier                                        |                                                   | 45° 09′ 36″ nord, 0° 32′ 35″ est                  | « PA00082802 »                                    | Inscription                                       | 1988                                              | Château du Puy-Saint-Astier, ou de Puy-Saint-Astier                                                                                       |
| Monument aux morts | Saint-Astier                                        | Place de la Victoire                              | 45° 08′ 47″ nord, 0° 31′ 48″ est                  | « PA24000088 »                                    | Inscription                                       | 2014                                              | Monument aux morts |
| Église Sainte-Eulalie | Saint-Aulaye (Saint Aulaye-Puymangou)               |                                                   | 45° 12′ 21″ nord, 0° 08′ 16″ est                  | « PA00082807 »                                    | Inscription                                       | 1946                                              | Église Sainte-Eulalie |
| Ancien presbytère de Saint-Front-de-Pradoux                                                                                               | Saint-Front-de-Pradoux                              |                                                   | 45° 03′ 12″ nord, 0° 21′ 50″ est                  | « PA00082831 »                                    | Inscription                                       | 1974                                              | Ancien presbytère de Saint-Front-de-Pradoux                                                                                               |
| Château de Monclar, ou de Montclar, ou de Montclard                                                                                       | Saint-Georges-de-Montclard                          |                                                   | 44° 55′ 55″ nord, 0° 37′ 15″ est                  | « PA24000063 »                                    | Inscription                                       | 2007                                              | Château de Monclar, ou de Montclar, ou de Montclard                                                                                       |
| Manoir de la Beauzeille | Saint-Georges-de-Montclard                          |                                                   | 44° 55′ 03″ nord, 0° 37′ 09″ est                  | « PA00082840 »                                    | Inscription                                       | 1978                                              | Image manquante Téléverser |
| Église Saint-Hilaire | Saint-Hilaire-d'Estissac                            |                                                   | 45° 00′ 49″ nord, 0° 30′ 26″ est                  | « PA00082842 »                                    | Inscription                                       | 1973                                              | Église Saint-Hilaire |
| Hospice de Malrigou | Saint-Jean-d'Estissac                               |                                                   | 45° 01′ 45″ nord, 0° 30′ 46″ est                  | « PA24000076 »                                    | Inscription                                       | 2010                                              | Hospice de Malrigou |
| Église Saint-Jean-Baptiste | Saint-Jean-d'Eyraud                                 |                                                   | 44° 57′ 16″ nord, 0° 27′ 09″ est                  | « PA00082848 »                                    | Inscription                                       | 1946                                              | Église Saint-Jean-Baptiste |
| Château de Saint-Germain-du-Salembre | Saint-Germain-du-Salembre                           |                                                   | 45° 08′ 21″ nord, 0° 27′ 03″ est                  | « PA00083080 »                                    | Inscription                                       | 1991                                              | Château de Saint-Germain-du-Salembre |
| Église Saint-Cyr | Saint-Geyrac                                        |                                                   | 45° 05′ 20″ nord, 0° 54′ 55″ est                  | « PA00082841 »                                    | Inscription                                       | 1974                                              | Église Saint-Cyr |
| Église Saint-Just et Saint-Jacques | Saint-Just                                          |                                                   | 45° 20′ 08″ nord, 0° 30′ 27″ est                  | « PA00082852 »                                    | Inscription                                       | 1926                                              | Église Saint-Just et Saint-Jacques |
| Château de Narbonne | Saint-Just                                          |                                                   | 45° 20′ 07″ nord, 0° 29′ 36″ est                  | « PA00082851 »                                    | Inscription                                       | 1948                                              | Château de Narbonne |
| Château de Saint-Maurice | Saint-Laurent-des-Bâtons (Val de Louyre et Caudeau) |                                                   | 44° 57′ 25″ nord, 0° 41′ 25″ est                  | « PA00082853 »                                    | Inscription                                       | 1974                                              | Château de Saint-Maurice |
| Mairie de Saint-Laurent-des-Hommes, ou maison avec galerie en bois                                                                        | Saint-Laurent-des-Hommes                            | place de l'Église                                 | 45° 02′ 14″ nord, 0° 15′ 13″ est                  | « PA00082854 »                                    | Inscription                                       | 1948                                              | Mairie de Saint-Laurent-des-Hommes, ou maison avec galerie en bois                                                                        |
| Église Saint-Laurent-des-Hommes | Saint-Laurent-des-Hommes                            |                                                   | 45° 02′ 13″ nord, 0° 15′ 15″ est                  | « PA24000017 »                                    | Inscription                                       | 1997                                              | Église Saint-Laurent-des-Hommes |
| Église Saint-Laurent | Saint-Laurent-sur-Manoire (Boulazac Isle Manoire)   |                                                   | 45° 08′ 56″ nord, 0° 47′ 42″ est                  | « PA00082856 »                                    | Inscription                                       | 1986                                              | Église Saint-Laurent |
| Église Saint-Martial | Saint-Martial-Viveyrol                              |                                                   | 45° 21′ 25″ nord, 0° 20′ 21″ est                  | « PA00082869 »                                    | Inscription                                       | 1926                                              | Église Saint-Martial |
| Château de la Gaubertie | Saint-Martin-des-Combes                             |                                                   | 44° 57′ 20″ nord, 0° 37′ 54″ est                  | « PA00125237 »                                    | Inscription                                       | 1993                                              | Château de la Gaubertie |
| Église Saint-Martin | Saint-Martin-l'Astier                               |                                                   | 45° 03′ 04″ nord, 0° 20′ 14″ est                  | « PA00082870 »                                    | Inscription                                       | 1948                                              | Église Saint-Martin |
| Église Saint-Méard | Saint-Méard-de-Drône                                |                                                   | 45° 14′ 56″ nord, 0° 25′ 23″ est                  | « PA24000027 »                                    | Inscription                                       | 2000                                              | Église Saint-Méard |
| Château de Longua | Saint-Médard-de-Mussidan                            |                                                   | 45° 02′ 35″ nord, 0° 21′ 20″ est                  | « PA00082874 »                                    | Inscription                                       | 2002                                              | Château de Longua |
| Église Saint-Pierre-et-Saint-Paul | Saint-Paul-Lizonne                                  |                                                   | 45° 19′ 11″ nord, 0° 16′ 54″ est                  | « PA00082886 »                                    | Inscription (radiée) Classement                   | 1948 2018                                         | Église Saint-Pierre-et-Saint-Paul |
| Chai de Lardimalie | Saint-Pierre-de-Chignac                             |                                                   | 45° 08′ 11″ nord, 0° 51′ 59″ est                  | « PA24000075 »                                    | Inscription                                       | 2010                                              | Chai de Lardimalie |
| Château de Lardimalie | Saint-Pierre-de-Chignac                             |                                                   | 45° 08′ 02″ nord, 0° 52′ 06″ est                  | « PA00082887 »                                    | Inscription                                       | 1984                                              | Château de Lardimalie |
| Église Saint-Privat | Saint-Privat-des-Prés (Saint Privat en Périgord)    |                                                   | 45° 13′ 34″ nord, 0° 12′ 54″ est                  | « PA00082897 »                                    | Classement                                        | 1862                                              | Église Saint-Privat |
| Église de Saint-Vincent-Jalmoutiers | Saint-Vincent-Jalmoutiers                           |                                                   | 45° 12′ 10″ nord, 0° 11′ 28″ est                  | « PA00082907 »                                    | Inscription                                       | 1948                                              | Église de Saint-Vincent-Jalmoutiers |
| Croix | Sainte-Alvère (Val de Louyre et Caudeau)            | place de la Liberté                               | 44° 56′ 47″ nord, 0° 48′ 28″ est                  | « PA00135169 »                                    | Inscription                                       | 1995                                              | Croix |
| Église Saint-Pierre-ès-Liens | Sainte-Alvère (Val de Louyre et Caudeau)            |                                                   | 44° 56′ 48″ nord, 0° 48′ 27″ est                  | « PA00135170 »                                    | Inscription                                       | 1995                                              | Église Saint-Pierre-ès-Liens |
| Restes de la tour du château de Lostanges, ou tour de sainte-Alvère                                                                       | Sainte-Alvère (Val de Louyre et Caudeau)            |                                                   | 44° 56′ 48″ nord, 0° 48′ 33″ est                  | « PA00082791 »                                    | Inscription                                       | 1949                                              | Restes de la tour du château de Lostanges, ou tour de sainte-Alvère                                                                       |
| Église Notre-Dame de l'Assomption | Sainte-Marie-de-Chignac (Boulazac Isle Manoire)     |                                                   | 45° 07′ 51″ nord, 0° 49′ 47″ est                  | « PA00082866 »                                    | Classement                                        | 2003                                              | Église Notre-Dame de l'Assomption |
| Grotte préhistorique de Combe Saunière | Sarliac-sur-l'Isle                                  |                                                   | 45° 13′ 34″ nord, 0° 52′ 40″ est                  | « PA24000011 »                                    | Inscription                                       | 1996                                              | Image manquante Téléverser |
| Manoir de Grézignac | Sarliac-sur-l'Isle                                  |                                                   | 45° 13′ 56″ nord, 0° 52′ 07″ est                  | « PA00082990 »                                    | Inscription                                       | 1969                                              | Manoir de Grézignac |
| Château de la Bonnetie | Sarliac-sur-l'Isle                                  |                                                   | 45° 14′ 27″ nord, 0° 52′ 46″ est                  | « PA00082989 »                                    | Inscription                                       | 1947                                              | Château de la Bonnetie |
| Monument aux morts | Sarliac-sur-l'Isle                                  | rue du Monument-aux-Morts ; rue de l'Isle         | 45° 14′ 18″ nord, 0° 52′ 29″ est                  | « PA24000089 »                                    | Inscription                                       | 2014                                              | Monument aux morts |
| Église Notre-Dame de la Visitation | Segonzac                                            |                                                   | 45° 12′ 20″ nord, 0° 26′ 48″ est                  | « PA00082994 »                                    | Inscription                                       | 1926                                              | Église Notre-Dame de la Visitation |
| Château de La Martinie | Segonzac                                            |                                                   | 45° 12′ 08″ nord, 0° 26′ 55″ est                  | « PA00082993 »                                    | Inscription                                       | 1970                                              | Château de La Martinie |
| Église Saint-Pierre-ès-Liens | Siorac-de-Ribérac                                   |                                                   | 45° 11′ 51″ nord, 0° 21′ 27″ est                  | « PA00083004 »                                    | Inscription                                       | 1946                                              | Église Saint-Pierre-ès-Liens |
| Manoir de Jaillac | Sorges (Sorges et Ligueux en Périgord)              |                                                   | 45° 17′ 11″ nord, 0° 49′ 11″ est                  | « PA00083006 »                                    | Inscription                                       | 1962                                              | Manoir de Jaillac |
| Église Saint-Germain d'Auxerre | Sorges (Sorges et Ligueux en Périgord)              |                                                   | 45° 18′ 25″ nord, 0° 52′ 20″ est                  | « PA00083005 »                                    | Inscription                                       | 1967                                              | Église Saint-Germain d'Auxerre |
| Jardins du Chaufourg | Sourzac                                             |                                                   | 45° 03′ 09″ nord, 0° 24′ 21″ est                  | « PA24000028 »                                    | Inscription                                       | 2000                                              | Image manquante Téléverser |
| Grotte de Gabillou, ou de las Agnelas | Sourzac                                             |                                                   | 45° 02′ 24″ nord, 0° 22′ 51″ est                  | « PA00083008 »                                    | Classement                                        | 1942                                              | Image manquante Téléverser |
| Église Saint-Pierre-et-Saint-Paul | Sourzac                                             |                                                   | 45° 03′ 06″ nord, 0° 23′ 46″ est                  | « PA00083007 »                                    | Inscription                                       | 1948                                              | Église Saint-Pierre-et-Saint-Paul |
| Donjon de Vernode | Tocane-Saint-Apre                                   |                                                   | 45° 14′ 23″ nord, 0° 27′ 36″ est                  | « PA00083022 »                                    | Classement                                        | 1886                                              | Donjon de Vernode |
| Château de Fayolle | Tocane-Saint-Apre                                   |                                                   | 45° 13′ 45″ nord, 0° 29′ 59″ est                  | « PA00083021 »                                    | Inscription                                       | 1969                                              | Château de Fayolle |
| Grotte de Jovelle | La Tour-Blanche (La Tour-Blanche-Cercles)           |                                                   | 45° 21′ 37″ nord, 0° 25′ 48″ est                  | « PA00083079 »                                    | Classement                                        | 2013                                              | Grotte de Jovelle |
| Donjon du château de la Tour-Blanche | La Tour-Blanche (La Tour-Blanche-Cercles)           |                                                   | 45° 21′ 50″ nord, 0° 26′ 54″ est                  | « PA00083025 »                                    | Classement                                        | 1906                                              | Donjon du château de la Tour-Blanche |
| Manoir de Nanchapt ou Château de Roumailhac                                                                                               | La Tour-Blanche (La Tour-Blanche-Cercles)           |                                                   | 45° 21′ 57″ nord, 0° 26′ 47″ est                  | « PA00083024 »                                    | Inscription                                       | 1948                                              | Manoir de Nanchapt ou Château de Roumailhac                                                                                               |
| Ruines du château de Jovelle | La Tour-Blanche (La Tour-Blanche-Cercles)           |                                                   | 45° 21′ 40″ nord, 0° 25′ 55″ est                  | « PA00083023 »                                    | Inscription                                       | 1948                                              | Ruines du château de Jovelle |
| Ancienne église Notre-Dame de l'Assomption                                                                                                | Trélissac                                           |                                                   | 45° 11′ 31″ nord, 0° 46′ 42″ est                  | « PA24000045 »                                    | Inscription                                       | 2004                                              | Ancienne église Notre-Dame de l'Assomption                                                                                                |
| Château Magne | Trélissac                                           |                                                   | 45° 11′ 31″ nord, 0° 46′ 28″ est                  | « PA24000044 »                                    | Inscription                                       | 2004                                              | Château Magne |
| Château de Septfonds | Trélissac                                           |                                                   | 45° 13′ 12″ nord, 0° 45′ 19″ est                  | « PA00083028 »                                    | Inscription                                       | 1947                                              | Château de Septfonds |
| Château de Caussade | Trélissac                                           |                                                   | 45° 13′ 55″ nord, 0° 48′ 19″ est                  | « PA00083027 »                                    | Classement                                        | 1945                                              | Château de Caussade |
| Église Notre-Dame | Vanxains                                            |                                                   | 45° 12′ 57″ nord, 0° 17′ 13″ est                  | « PA00083049 »                                    | Classement                                        | 1908                                              | Église Notre-Dame |
| Église Notre-Dame de l'Assomption | Vendoire                                            |                                                   | 45° 24′ 52″ nord, 0° 18′ 13″ est                  | « PA00083053 »                                    | Inscription                                       | 1948                                              | Église Notre-Dame de l'Assomption |
| Château de la Meyfrenie | Verteillac                                          |                                                   | 45° 20′ 41″ nord, 0° 22′ 09″ est                  | « PA24000022 »                                    | Inscription                                       | 1998                                              | Château de la Meyfrenie |
| Ruines du château de Barrière | Villamblard                                         |                                                   | 45° 01′ 14″ nord, 0° 32′ 14″ est                  | « PA00083063 »                                    | Inscription                                       | 1948                                              | Ruines du château de Barrière |
| Tour romaine du château de la Rigale | Villetoureix                                        |                                                   | 45° 15′ 42″ nord, 0° 22′ 40″ est                  | « PA00083069 »                                    | Classement                                        | 1905                                              | Tour romaine du château de la Rigale |